# George Odlum
George W. Odlum (24 de junio de 1934 — 28 de septiembre de 2003), también conocido como "Brother George", fue un destacado actor, político, empresario y diplomático santaluciano. Participó en dos ocasiones como Ministro de Relaciones Exteriores en el gobierno de la isla; primero en 1979 para formar el primer gobierno de Santa Lucía como país independiente y después en 1997 bajo la administración de Kenneth Anthony. Odlum también ocupó el cargo de Embajador ante la Organización de las Naciones Unidas consiguiendo el establecimiento de relaciones diplomáticas con la República Popular China. 
Debido a su ideología radical (Odlum era amigo de Fidel Castro y de Muamar Gadafi), en varias ocasiones rompió con los laboristas; primero para formar el efímero Partido Laboral Progresista y después para participar en las elecciones del 3 de diciembre de 2001 bajo la plataforma de la Alianza Nacional. Sus conflictos con el ex primer ministro conservador John Compton le impidieron consolidar un bloque opositor con el Partido Unido de los Trabajadores y al final Alianza Nacional sólo consiguió el 3,5% de los votos.
Fuera de la política Odlum era un actor reconocido a nivel local y también era dueño de un periódico, The Crusader. Tras una larga batalla contra el cáncer de páncreas Odlum falleció la mañana del domingo 28 de septiembre de 2003. Como señal de duelo la bandera de Santa Lucía ondeó a media asta en los días posteriores.

## Enlaces relacionados
- Alianza Nacional de Santa Lucía
- Partido Laborista de Santa Lucía
- Política y gobierno de Santa Lucía